# Lycosa mahabaleshwarensis
Lycosa mahabaleshwarensis là một loài nhện trong họ Lycosidae.
Loài này thuộc chi Lycosa. Lycosa mahabaleshwarensis được Benoy Krishna Tikader & A. Malhotra miêu tả năm 1980.